# Vilvestre
Vilvestre è un comune spagnolo di 512 abitanti situato nella comunità autonoma di Castiglia e León.